# Ferdinand Gebhardt von Rauensee
Ferdinand Gebhardt von Rauensee (18. leden 1844 Černovice – 29. března 1909 Terst) byl rakousko-uherský admirál. Jako absolvent námořní akademie sloužil u c. k. námořnictva od roku 1859 a v mládí se vyznamenal účastí v několika válkách. Později absolvoval několik zaoceánských cest, vystřídal službu na lodích různého typu a působil také v námořní sekci na ministerstvu války. Mimo jiné doprovázel příslušníky císařské rodiny na cestách po Středomoří, koncem 19. století byl velitelem několika válečných lodí. V závěru kariéry zastával funkci velitele námořní pěchoty v Pule (1897–1900). V roce 1900 dosáhl hodnosti kontradmirála a při odchodu do penze byl povýšen do šlechtického stavu (1901).

## Životopis

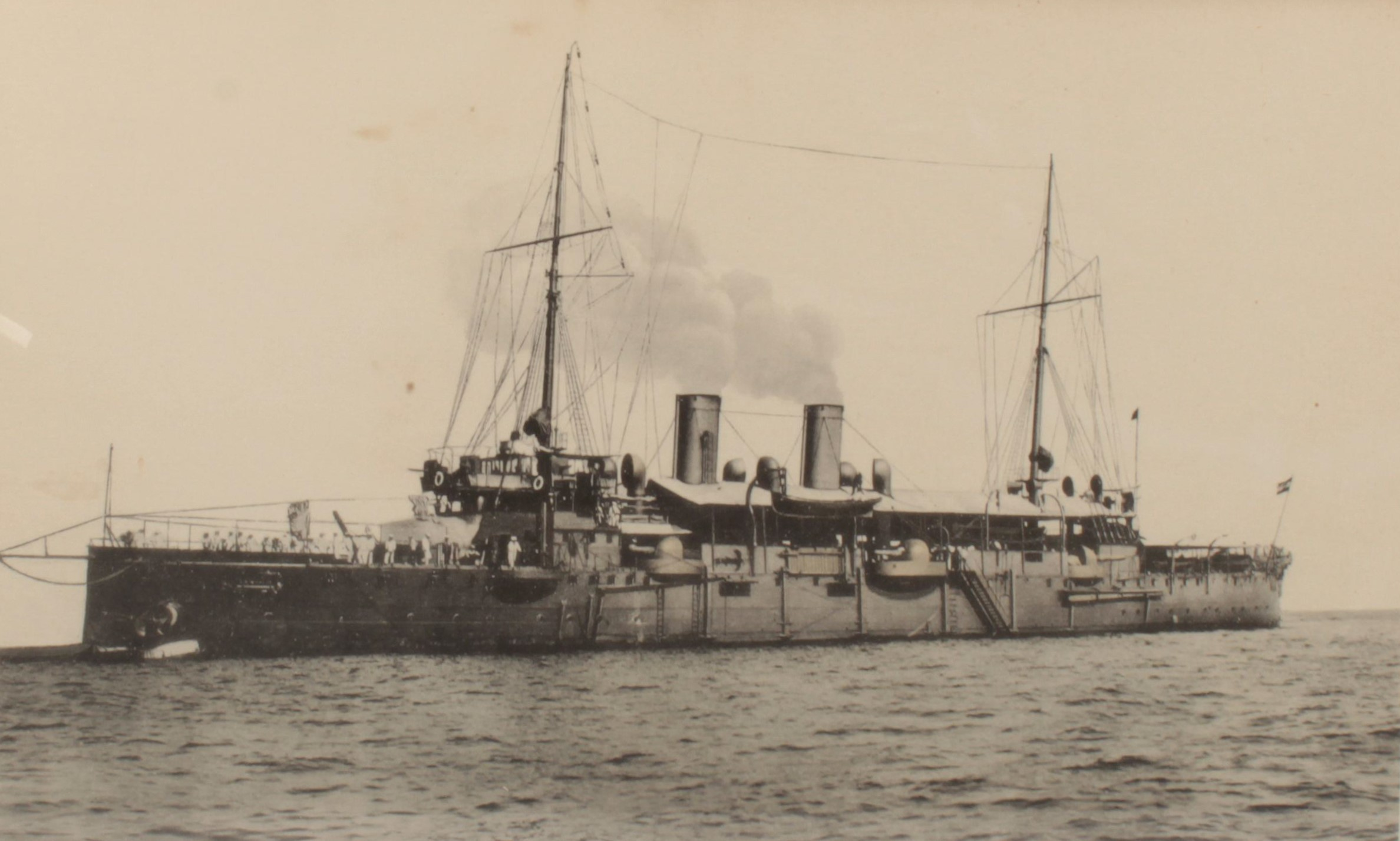
Křižník SMS Kaiserin Elisabeth, vlajková loď Ferdinanda Gebhardta v letech 1895–1896

Pocházel z rodiny vojenského lékaře, původně studoval na vojenské kadetní škole v Krakově (1855–1857), odkud přestoupil na C. k. námořní akademii v Rijece. K námořnictvu vstoupil v roce 1859 jako kadet a ještě téhož roku cestoval na korvetě SMS Dandolo do Neapole, Sýrie a Maroka. V dalších letech prošel průpravou na výcvikových lodích a také u Hydrografického úřadu v Terstu. Na palubě fregaty SMS Don Juan d'Austria se v roce 1864 zúčastnil dánsko-německé války v Severním moři a v roce 1866 získal hodnost praporčíka. Během války s Itálií se na fregatě SMS Schwarzenberg zúčastnil bitvy u Visu (1866), v níž byl vážně zraněn. Další roky strávil u arzenálu v Pule nebo u jednotek námořní pěchoty. V letech 1870–1871 byl osobním pobočníkem admirála Bourguignona, poté vystřídal službu na dalších lodích, doplnil si vzdělání důstojnickým kurzem pro obsluhu torpéd a působil také u dělostřelecké komise v Pule. 

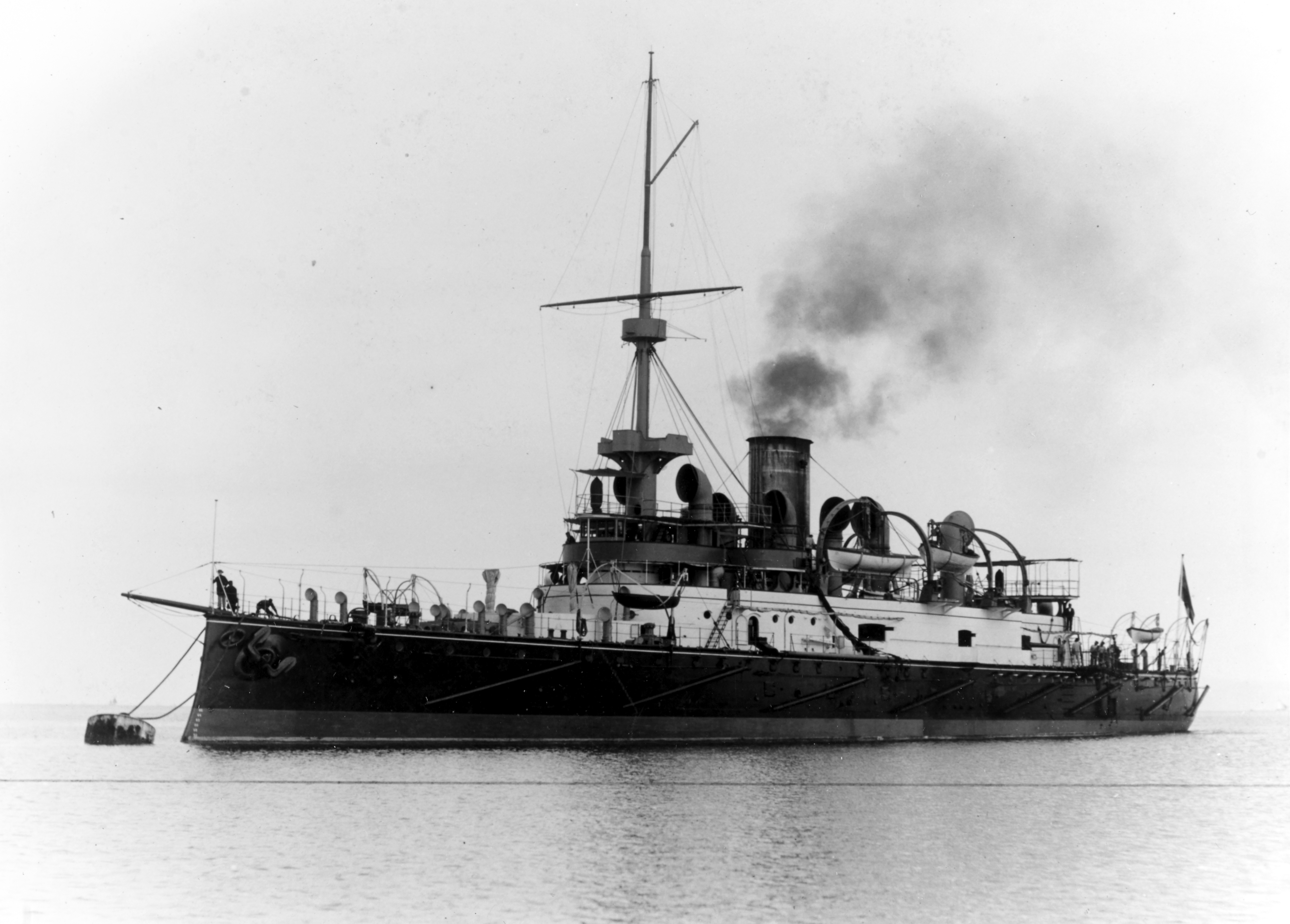
Bitevní loď SMS Wien, vlajková loď Ferdinanda Gebhardta při ceremoniální plavbě do Velké Británie (1897)

Postupoval v hodnostech (poručík II. třídy 1876, poručík I. třídy 1879), v různých funkcích znovu působil v Pule a dva roky byl důstojníkem na cvičné lodi SMS Adria (1877–1879). Později již získal pod velení menší plavidla a v letech 1881–1884 byl pobočníkem velitelů arzenálu v Pule (Maximilian Daublebsky von Sterneck, Moritz Manfroni von Manfort). V letech 1885–1887 byl prvním důstojníkem na císařské jachtě SMS Miramar a na dvou cestách do Orientu doprovázel korunního prince Rudolfa s jeho manželkou Štěpánkou, později také císařovnu Alžbětu. V hodnosti korvetního kapitána (1. listopadu 1888) byl šéfem štábu eskadry na palubě fregaty SMS Laudon a obrněné lodi SMS Erzherzog Albrecht (1888-1890). V letech 1890-1894 byl přidělen k prezidiální kanceláři námořní sekce na ministerstvu války ve Vídni, kde byl znovu pobočníkem admirála Sternecka, tehdy již vrchního velitele námořnictva. Mezitím byl k datu 1. listopadu 1891 povýšen do hodnosti fregatního kapitána.
V únoru 1894 byl z Vídně vyslán do Montevidea, kde měl převzít korvetu SMS Zrínyi, jejíž předchozí velitel kapitán Johann Holeczek zemřel na žlutou zimnici. Tuto loď přes četné zdravotní problémy a několik úmrtí v posádce v pořádku dopravil do Evropy se zastávkami v Kapském Městě a několika dalších přístavech u břehů Afriky. Do domovského přístavu v Pule se vrátil v prosinci 1894, kde byl přidělen k velení vojenské pevnosti. V létě a na podzim 1895 byl velitelem výcvikové lodi SMS Saida a po Středomoří absolvoval cestu s kadety námořní akademie. V letech 1895–1896 byl velitelem křižníku SMS Kaiserin Elisabeth a ke dni 1. listopadu 1895 obdržel hodnost kapitána řadové lodi. Na jaře 1897 byl jmenován velitelem bitevní lodi SMS Wien, která byla spuštěna na moře 13. května 1897 a byla v té době nejmodernějším válečným plavidlem c. k. námořnictva. Na této lodi doprovázel v létě 1897 admirála Spauna na cestě do Londýna při příležitosti mezinárodních oslav 60. výročí nástupu na trůn britské královny Viktorie.
Po návratu z Anglie byl krátce zástupcem velitele námořního arzenálu v Pule (1897) a nakonec zastával post velitele námořní pěchoty (Matrosen-Korps, 1897-1900). V této funkci měl k dispozici staniční lodě SMS Habsburg, SMS Kaiser Max a SMS Tegetthoff vyřazené již z aktivní služby. K datu 1. listopadu 1900 byl povýšen do hodnosti kontradmirála a bez bližšího zařazení přeložen ke sborovému námořnímu velitelství v Pule. O necelý půlrok později byl penzionován (1. května 1901). Po odchodu do výslužby se trvale usadil v Terstu, kde také zemřel 29. března 1909 ve věku 65 let. Byl pohřben ve vojenské části hřbitova Sant'Anna v Terstu, jeho hrob již neexistuje. 
Od roku 1874 byl ženatý s Herminou, rozenou Holzerovou (1847–1902). Měli spolu dvě děti, obě zemřely krátce narození (Edmund, */† 1878, Elfriede, 1879–1881).

## Tituly a ocenění

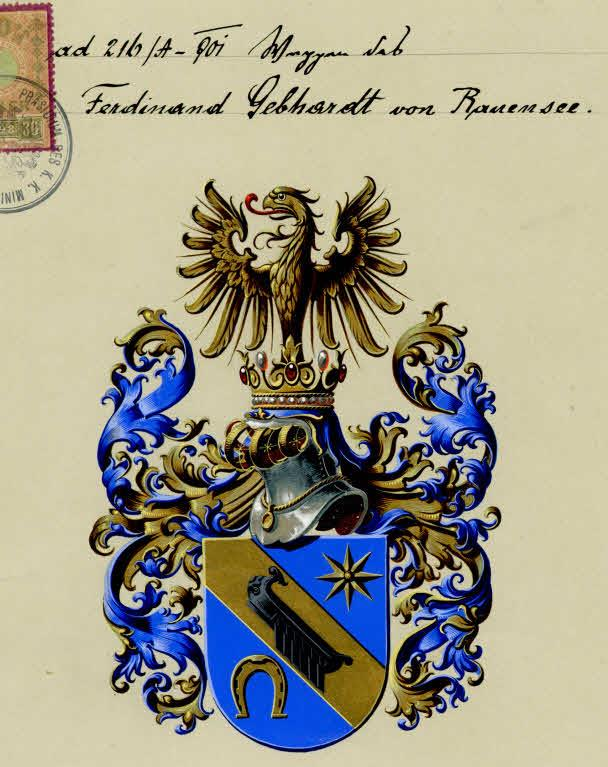
Erb udělený Ferdinandu Gebhardtovi při povýšení do šlechtického stavu (1901)

Po odchodu do výslužby byl v roce 1901 povýšen do šlechtického stavu s predikátem Edler von Rauensee. Během služby u  námořnictva získal několik vysokých vyznamenání.
- Válečná pamětní medaile (1864)
- Válečná medaile (1873)
- Služební odznak pro důstojníky III. třídy (1882)
- Vojenský záslužný kříž (1884)
- Vojenská záslužná medaile
- Jubilejní pamětní medaile (1898)
- Služební odznak pro důstojníky II. třídy (1899)
- Řád železné koruny III. třídy (1901)
- Vojenský jubilejní kříž (1908)